# Dominique Dyens
Dominique Dyens, född 1958, är en fransk författare, bosatt i Paris. Dyens har gett ut fyra romaner och en humoristisk novellsamling. På svenska finns romanen Smitning (Sekwa, 2011).